# Lophophytum rizzoi
Lophophytum rizzoi là một loài thực vật có hoa trong họ Balanophoraceae. Loài này được Delprete mô tả khoa học đầu tiên năm 2004.